# 沙普德博福尔
沙普德博福尔（法語：Chapdes-Beaufort，法語發音：[ʃa(p)d bofɔʁ]）是法国多姆山省的一个市镇，属于里永区。

## 地理
沙普德博福尔（45°53'34"N, 2°51'49"E）面积31.79 平方千米，位于法国奥弗涅-罗讷-阿尔卑斯大区多姆山省，该省份为法国中南部省份，北起阿列省接壤，东临卢瓦尔省，南至上盧瓦爾省和康塔爾省，西接科雷兹省和克勒兹省。
与沙普德博福尔接壤的市镇（或旧市镇、城区）包括：莱桑西兹-孔普斯、布罗蒙拉莫特、芒扎、蒙费尔米、皮尔韦里耶尔、圣乔治德蒙斯、圣雅克当比尔、圣乌尔斯。

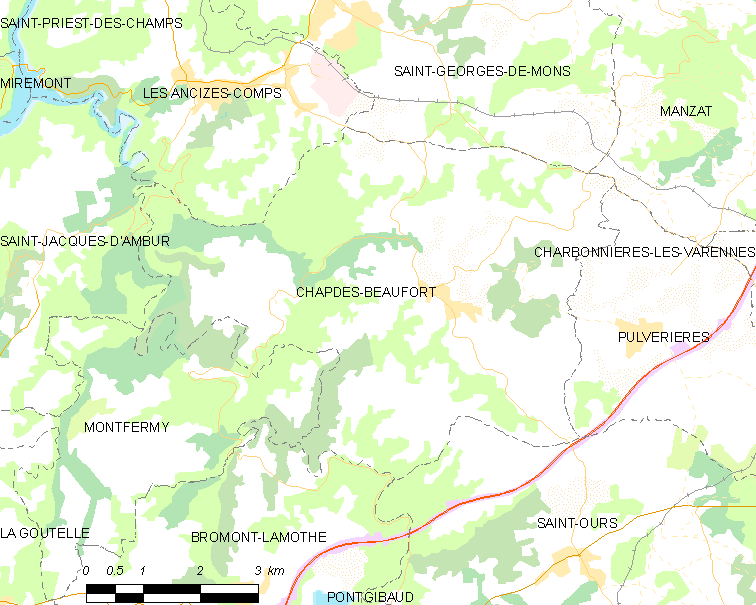
沙普德博福尔的OSM定位图

沙普德博福尔的时区为UTC+01:00、UTC+02:00（夏令时）。

## 行政
沙普德博福尔的邮政编码为63230，INSEE市镇编码为63085。

## 政治
沙普德博福尔所属的省级选区为圣乌尔斯县。

## 人口

1962-2008年间沙普德博福尔人口变化图示

沙普德博福尔于2022年1月1日时的人口数量为1139人。